# Nederename

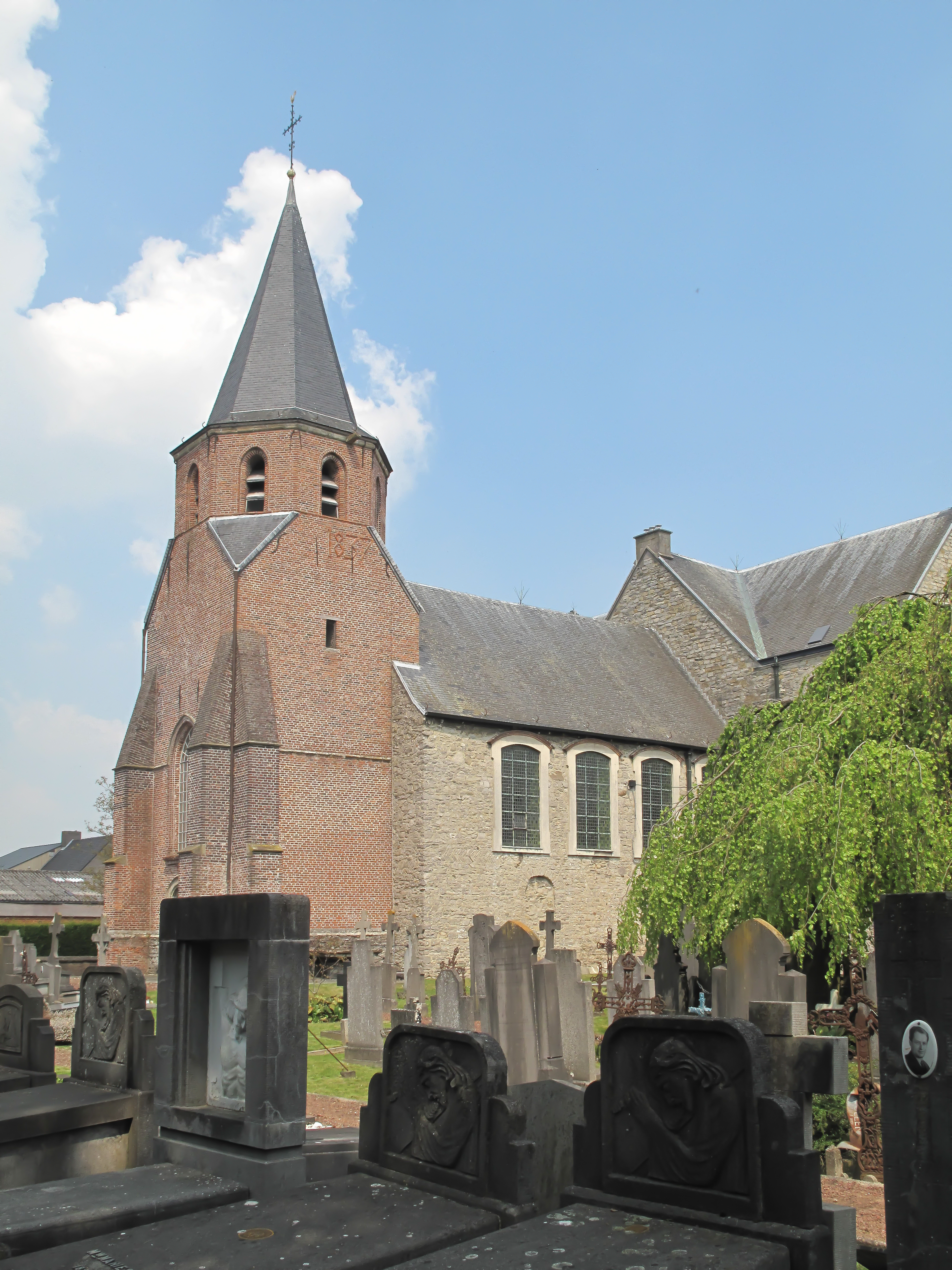
Nederename, église: de Sint Vedastuskerk

Nederename est une section de la ville belge d'Audenarde située en Région flamande dans la province de Flandre-Orientale. C'était une commune à part entière avant la fusion des communes de 1965.

## Histoire
L'Abbaye d'Eename y fut fondée en 1063,.

## Démographie

### Évolution démographique
- Sources : INS, Rem. : 1831 jusqu'en 1961 = recensements[4].